# Lepidochrysops theodota
Lepidochrysops theodota är en fjärilsart som beskrevs av Gustaaf Hulstaert 1924. Lepidochrysops theodota ingår i släktet Lepidochrysops och familjen juvelvingar. Inga underarter finns listade i Catalogue of Life.